# حزب العمال الشيوعي الكردستاني

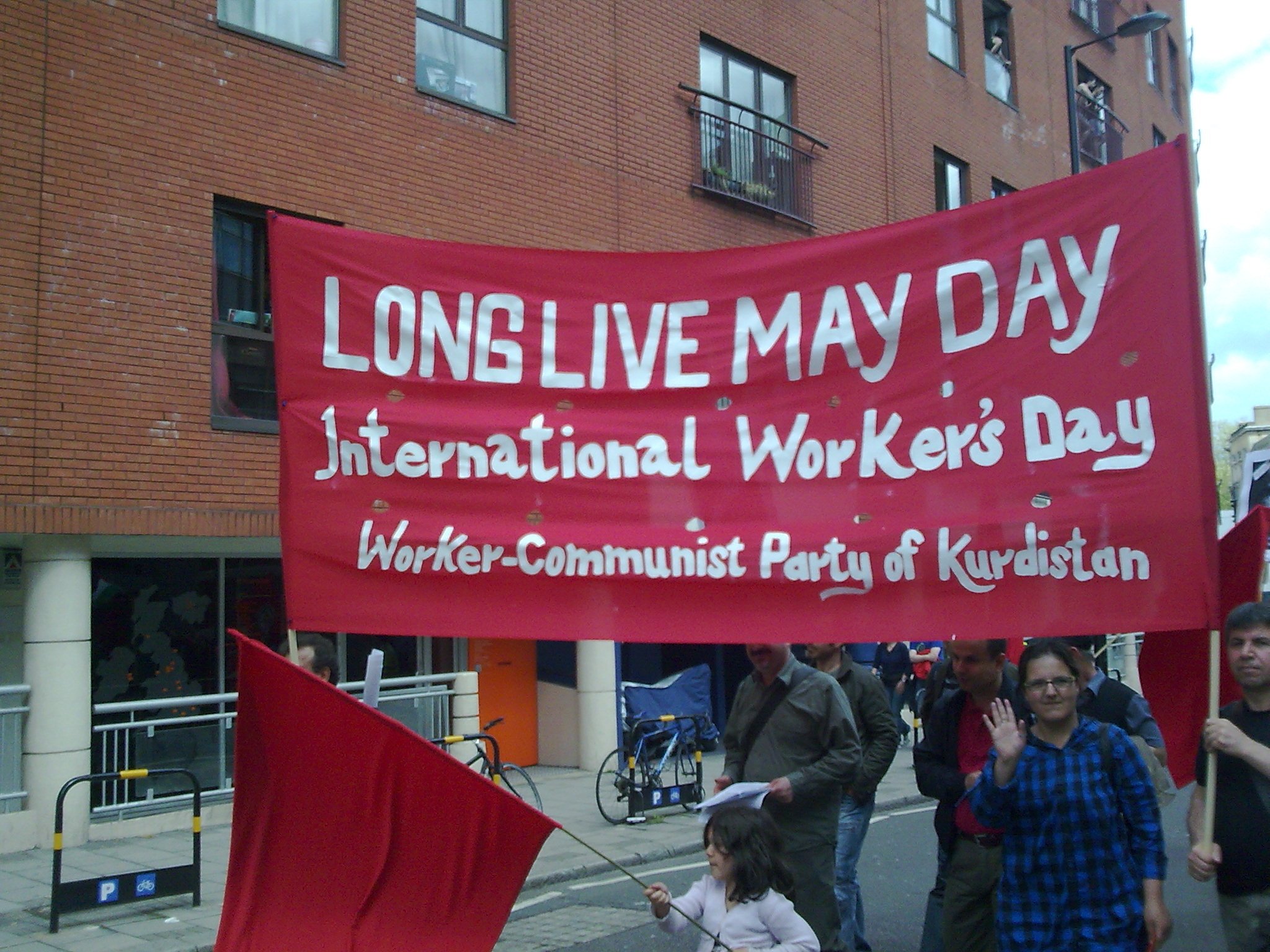
راية حزب العمال الشيوعي في كردستان لمظاهرات ماي داي في لندن عام 2010

الحزب الشيوعي العمالي الكردستاني ( الكردية: حزبی كۆمۆنیستی كرێكارییكوردستان، رومنة: Hizbî Komonîstî Krêkarî Kurdistan ) هو حزب سياسي ماركسي في كردستان العراق. تأسس الحزب في مارس 2008 عندما تم تشكيل فرع كردستان للحزب الشيوعي العمالي العراقي كحزب منفصل. وقد أنشأت المجموعات التي شكلت الحزب الشيوعي العمالي العراقي عام 1993 وجودًا في السليمانية بعد الانتفاضات العراقية عام 1991 في شكل مجالس عمالية، والتي لم تدم طويلاً. نجح الحزب في إنشاء مكتب في أربيل، لكن محاولات التنظيم في بادينان فشلت إلى حد كبير بسبب ضغوط من الحزب الديمقراطي الكردستاني.
يرأس الحزب حاليًا عثمان حاجي معروف. وهو حزب شقيق للحزب الشيوعي العمالي العراقي، وكان له سابقًا علاقات جيدة مع الحزب الشيوعي العمالي الإيراني (حكمتيت).
يقع المكتب الرئيسي للحزب في مدينة السليمانية. وللحزب نشاطٌ كبيرٌ أيضًا بين أكراد العراق في المنفى؛ إذ يقيم رئيس لجنة شؤون الخارج في المملكة المتحدة. وللحزب أيضًا فروعٌ في أستراليا، وكندا، وفنلندا، والسويد، والنرويج، والدنمارك، وهولندا، وألمانيا، وإيطاليا، وتركيا. ولم يشارك الحزب قط في انتخابات برلمان إقليم كردستان.
يُصدر حزب العمال الكردستاني صحيفةً شهريةً تُسمى "أكتوبر". كما يمتلك الحزب محطةً إذاعيةً تُسمى "راديو بيشانغ".

## الربيع الكردي 2011
كان للحزب دورٌ قياديٌّ في احتجاجات عام 2011 في مدينة السليمانية. وكان نوزاد بابان، عضو المكتب السياسي، أحد قادة الاحتجاجات. اختطفته الحكومة مع بعض أعضاء الحزب الآخرين، وأُطلق سراحه بعد عدة أيام.
بعد الاحتجاجات بفترة وجيزة، اعترفت حكومة إقليم كردستان رسميًا بالحزب الشيوعي العمالي الكردستاني. إلا أن الحزب رفض مرارًا استلام أي ميزانية من الحكومة.

## التطورات اللاحقة
في أواخر عام 2018، توفي جبار مصطفى، أحد أعضاء اللجنة المركزية للحزب، في أستراليا بعد صراع مع مرض السرطان. ويُقال إن مصطفى كان له دور في تنظيم انتفاضة العراق عام 1991، لكنه نفى نفسه لاحقًا إلى أستراليا.
في عام 2020، دعا الحزب حكومة إقليم كردستان إلى الاستقالة بسبب تقصير رئيس الوزراء مسرور بارزاني في دفع رواتب الموظفين العموميين، بالإضافة إلى تقصير آخر. كما اتهم الحزب حكومة الحزب الديمقراطي الكردستاني باستغلال إجراءات مكافحة جائحة كورونا للبقاء في السلطة. وأكد الحزب أيضًا أن النظام غير قابل للإصلاح، ودعا إلى ثورة شعبية من أجل إقامة نظام اشتراكي.
في عام 2022، أدان الحزب العمليات العسكرية التركية ضد المسلحين الأكراد في إقليم كردستان، واصفًا إياها بالعدوان، ودعا السكان إلى وقف هجمات الاحتلال التركي. وفي فعالية احتجاجية بمدينة السليمانية في 21 يوليو 2022، أحيا الحزب ذكرى الضحايا المدنيين للغارات الجوية التركية. وفي خطاب له، وصف عضو الحزب محمود حلاق تركيا بأنها دولة فاشية مستعدة لقتل مئات أو آلاف المدنيين لتحقيق مكاسب عسكرية.